# Hans Schmid
Hans Schmid (Klein-Tajax, sinds 1945 Dyjakovičky, nabij Znaim, nu Znojmo, Moravië, 20 november 1893 – Salt Lake City, Utah, 28 mei 1987) was een Tsjechisch-Amerikaans componist, dirigent en militaire muzikant. 

## Levensloop
Schmid kreeg al in jonge jaren muzieklessen in zijn geboortestad. Zijn vader was boer en amateur-muzikant en speelde in een klein dansorkest mee, waar ook Hans Schmid als klein jongetje meespeelde. Op 15-jarige leeftijd werd hij lid van de Militaire muziekkapel van het Infanterie-Regiment Nr. 59  "Erzherzog Rainer" te Salzburg o.l.v. Hilderich Pinl. Tijdens de Eerste Wereldoorlog was hij in Galicië (Oost-Europa) gestationeerd. Daar schreef hij ook zijn wel bekendste mars, de Rainermarsch. 
Na de oorlog was hij dirigent van de Bürgermusik Tamsweg, later van de Trachtenkapelle Salzburg-Maxglan. Na de Tweede Wereldoorlog emigreerde hij naar de Verenigde Staten en woonde in Salt Lake City. Hij ligt in een eregroeve op de gemeentelijke begraafplaats te Salzburg begraven. 
Als componist schreef hij meer dan 250 werken, waaronder 70 marsen en rond 30 concertwerken. 

## Composities

### Werken voor harmonieorkest
- 1914 Kriegsmarsch 1914
- 1915 Rainermarsch
- 1936 Fortuna Ouverture
- 1953 Juvavia Ouverture
- 1956 Austria, ouverture
- 1962 Concert ouverture
- 1963 Fanfarengrüße, ouverture
- 1964 Melodia ouverture
- 1965 Mirabella-ouverture
- 1968 Sagen aus Österreich
- 1975 Perlen aus dem Salzkammergut, wals
- 1976 Americana I/II
- 1977 Aus der neuen Welt, concertmars
- 1981 Mexikanisches Fest, concertstuk
- 1982 Sommerfest, concertstuk
- Abschiedsglocken, treurmars
- Auf Wiedersehen, mars
- Austria-Express, polka schnell
- Der lustige Trompeter, voor trompet en harmonieorkest
- Der Pfiffikus, voor piccolo solo en harmonieorkest
- Die Fahnenwache, mars
- Freiheitsglocken, concertmars
- Hoch die Musik, mars
- Jubiläumsmarsch
- New Age, swing-mars
- Santa Fé, mars
- Schön ist die Jugendzeit, wals
- Simson, mars
- Spielmannsgruß, mars
- Über alle Grenzen, mars
- Viribus Unitis, mars